# Míssil (Marvel Comics)
Míssil (Cannonball em inglês) é um personagem da Marvel Comics. Ele é um X-Men e fez parte de vários outros grupos. Tem irmãos que também são mutantes: suas irmãs Paige, Melody e seus irmãos Jay e Jebediah. Míssil é atual integrante dos X-Men, da X-Force e dos Vingadores.

## História
Sam Guthrie é o mais velho de 10 irmãos, de uma típica família branca americana do estado do Kentucky, vivendo em uma pequena fazenda. Seu pai morreu quando ele ainda era jovem, vítima de um acidente na mina de carvão onde trabalhava. Desde então, Samuel sente sobre si o peso de ser responsável por sua família. Ao atingir a puberdade, seus poderes mutantes afloraram e ele foi recrutado pelo Professor Xavier como um dos seus primeiros alunos para o grupo dos Novos Mutantes

### Os Novos Mutantes
Míssil foi um dos primeiros recrutas dos Novos Mutantes. Na época, ele usava um colã amarelo e azul. Seu melhor amigo era Roberto da Costa. Ele sempre ajudou seus amigos. Houve um tempo em que ele se juntou aos satânicos mas logo saiu.

### X-Force
Logo depois que Cable criou a X-Force, Míssil foi o primeiro líder do grupo, sendo substituído por Syrin, filha do Sean Cassidy o Banshee, quando de sua primeira promoção para os X-MEN, apesar de seus confrontos constantes com Cable, este o manteve como líder da equipe, pois sabia que Samuel Guthrie seria um dos X-Eternos. Fato este que se tornou público quando Gedeão Recrutou Roberto da Costa, o Mancha Solar para os X-Eternos, quando de uma batalha Sam é varado por um ataque e ressucita é quando descobre-se que na verdade ele era o imortal da equipe.

### X-Men
Quando a base da X-Force foi destruída (logo após o fim da saga Era do Apocalipse) e o grupo se abrigou na Mansão X, Míssil foi o primeiro (e único) integrante a ser promovido para X-Man. Como este era o sonho de todos os integrantes originais dos Novos Mutantes, Míssil se sentiu muito pressionado por sua nova posição, constantemente tentando provar seu valor para si e para os outros sendo, muitas vezes, precipitado. Porém, com o tempo, sua auto-confiança retornou e ele passou a ter a mesma postura que possuía quando líder de campo da X-Force.
Quando a equipe principal se dividiu, surgindo os X-Treme X-Men (comandados por Tempestade), Míssil se integrou a essa equipe. Dessa maneira, dividia seu tempo entre as aventuras do grupo e a supervisão de seu irmão, Jay.
Quando Cable desapareceu, ele Syrin e Deadpool foram procurá-lo em distintas realidades.
Durante os eventos da Dizimação, ele perdeu seu irmão, Jay e começou a se culpar pela morte dos alunos no ônibus. Ele agora estava mais disposto do que nunca a batalhar pela causa dos X-Men.

### Vingadores
Atualmente Míssil atua também ao lados dos Vingadores. Sendo recrutado via telefone pelo Capitão América.

## Outras Versões

### Ultimate Míssil
Em Ultimate X-Men, Míssil faz parte da Academia do Amanhã da professora Emma Frost. Ele ajudou Destrutor a salvar Polaris da prisão.

### O Que Aconteceria Se...
Na versão de 'What If...?', Míssil e os Novos Mutantes foram para Asgard, lar do deus Thor e descobriram que seus poderes aumentavam quando se encontravam lá.

## Poderes e Habilidades
Ele tem o poder de se tornar um míssil vivo, mais ou menos um meteoro capaz de voar e ser invulnerável a qualquer ataque. Ele, no seu estado de míssil, é impossível ser parado. Além de se tornar um míssil, ele também pode planar aereamente (por isso, é equivalente a voar).